# La Vie éco
La Vie éco est un journal hebdomadaire marocain francophone. Fondé en 1957 et établi à Casablanca, il est publié par Caractères Média Group, une filiale du groupe Akwa, un conglomérat économique marocain.
La Vie eco est principalement consacré aux thématiques liées à l’économie, aux entreprises et aux finances. Le titre couvre l’actualité nationale et internationale, les tendances des marchés ainsi que les politiques publiques liées aux domaines de l’économie et des affaires. Il est diffusé en version imprimée et dispose d’une édition en ligne.

## Histoire
La Vie éco a été fondé en 1957, au cours des premières années de l’indépendance du Maroc, une période marquée par d’importantes transformations économiques et politiques. Le journal a été créé dans le but de proposer une couverture analytique des domaines de l’économie, de la finance et des politiques publiques, à un moment où le pays posait les bases de son développement économique postcolonial.
À l’origine un journal financier indépendant, La Vie éco a progressivement élargi son champ éditorial pour inclure les évolutions macroéconomiques, les tendances en matière d’investissement, ainsi que la vie des entreprises. Il a acquis une certaine notoriété auprès des professionnels, entrepreneurs et décideurs publics pour la qualité de son traitement de l'information économique.
En 1994, le journal a été racheté par le journaliste et entrepreneur français Jean-Louis Servan-Schreiber. Sous sa direction, La Vie éco a connu une phase de modernisation éditoriale, mettant davantage l’accent sur l’analyse approfondie des enjeux économiques et sociaux du Maroc.
En 1999, La Vie éco a été intégrée au Caractères Média Group, branche médias du groupe Akwa. Ce changement d’actionnariat a permis au journal de bénéficier de ressources accrues et d’une plus grande stabilité, facilitant la modernisation de ses moyens de production et le renforcement de son indépendance éditoriale,.
Au fil du temps, la publication s’est adaptée aux évolutions du secteur des médias, en ajoutant une édition numérique à son format papier. Un site internet officiel a été lancé afin de proposer un accès en ligne à ses contenus.